# Виктория (фехтовальный клуб, Новосибирск)
Фехтовальный клуб «Виктория» — спортивный клуб, основанный в 1968 году. Расположен в Советском районе Новосибирска, ул. Золотодолинская, 11.

## История
Идея создания фехтовального клуба принадлежит писателю Карему Рашу, который в 1965 году приехал из Ленинграда в Новосибирск, где встретился с мастером спорта Петром Слепцовым и заслуженным тренером СССР Павлом Кондратенко.

Раш предложил нам изложить свои соображения о возможности создания мушкетерского фехтовального клуба в Академгородке под крылом Сибирского отделения Академии наук. Фехтовальный клуб в Академгородке был открыт— П. В. Слепцов
Предложение об основании клуба одобрил академик Михаил Алексеевич Лаврентьев.
2 января 1968 года вышло постановление Президиума СО АН СССР об организации учреждения. Первым президентом клуба стал Карем Раш, первым тренером — Павел Кондратенко.
Новому учреждению отдали помещение бывшего торгово-бытового комбината, в этом же здании первоначально располагался Дом пионеров, которому впоследствии выделили другое место.
В 1999 году «Виктории» была присвоена высшая квалификационная категория.

## Воспитанники
- Павел Быков, заслуженный мастер спорта
- Дмитрий Бондарь, мастер спорта международного класса, чемпион России, чемпион Кубка Европейских чемпионов
- Иван Иванов, мастер спорта, многократный чемпион России, бронзовый призер первенства Европы в личных соревнованиях, чемпион Европы в командных соревнованиях, серебряный призер Всемирных юношеских игр в Москве
- Матвей Матушкин, мастер спорта, многократный чемпион России, бронзовый призер первенства Европы в командных соревнованиях, серебряный призер первенства мира в командных соревнованиях
- Владимир Беседин, мастер спорта, участник первенства мира среди кадетов
- Константин Чернов, мастер спорта, серебряный призер первенства мира среди кадетов
- Надежда Шутова, мастер спорта международного класса, победитель чемпионата мира в командных соревнованиях
- Иван Аникин, мастер спорта, чемпион России, чемпион Кубка России, бронзовый призер первенства Европы, серебряный призер первенства мира
- Евгения Карболина, мастер спорта международного класса, чемпионка России, чемпионка Европы, чемпионка мира в командных соревнованиях
- Александра Климова, мастер спорта, победитель первенства России, серебряный призер первенства Европы в личных и командных соревнованиях, бронзовый призер первенства мира
- Даниил Рудых, мастер спорта, серебряный призер в личном зачете и бронзовый призер в командном зачете первенства Европы среди кадетов, серебряный призер первенства мира среди кадетов в командных соревнованиях
- Любовь Шутова, заслуженный мастер спорта, первая в истории России чемпионка мира по фехтованию на шпагах в личном первенстве, бронзовый призёр Олимпийских игр 2016 года в командной шпаге

## Почётные члены
- Шарль Де Голль, военный и государственный деятель, президент Франции
- Алан Маршал, австралийский писатель и публицист
- Лев Кассиль, советский писатель и сценарист
- Рудольф Карпати, венгерский фехтовальщик
- Эдуардо Манджеротти, итальянский фехтовальщик

## Награды
За собственную воспитательскую программу учреждение получило золотую медаль ВДНХ СССР.